# I Want Out
I Want Out – czwarty singel power metalowej grupy Helloween wydany w 1988 roku. Tytułowy utwór przez wielu uznawany jest za największe osiągnięcie w historii zespołu. Grany jest on na większości koncertów. Nakręcono do niego teledysk. Przedstawiał zespół na Dzikim Zachodzie. Był to jeden z pierwszych klipów Helloween. Okładka przedstawia dynię w garniturze i kapeluszu w barwach flagi USA. Wypowiada ona słowa "I Want Out". Podobną okładkę mają koncertowe albumy I Want Out Live i Keepers Live. Różnią się tylko słowami wypowiadanymi przez dynię (za każdym razem jest to tytuł). Jest to ostatni singel wydany z Kaiem Hansenem.

## Lista utworów
1. "I Want Out" (Kai Hansen) – 4:40
2. "Save Us" (Kai Hansen) – 5:13
3. "Don't Run For Cover" (Michael Kiske) – 4:43

## Skład
- Michael Kiske – wokal
- Kai Hansen – gitara
- Michael Weikath – gitara
- Markus Grosskopf – gitara basowa
- Ingo Schwichtenberg – perkusja